# АСТ-500
АСТ-500 — кипящий водо-водяной реактор мощностью (тепловой) 500 МВт, разработанный в СССР. Реактор предназначался для проекта атомных станций теплоснабжения, предназначенных для генерации тепловой энергии, обеспечения горячего водоснабжения и отопления жилых и промышленных объектов.
Разработчик ОКБМ имени И. И. Африкантова (г. Нижний Новгород). Научный руководитель — Курчатовский институт. Всего до начала 1990 года в СССР в стадии строительства находилось четыре энергоблока с реакторными установками АСТ-500, два блока Горьковской АСТ строились в Нижнем Новгороде, ещё два блока Воронежской АСТ возводились в Воронежской области. Строительство обеих станций было остановлено и законсервировано в начале 1990-х в связи с тяжелой экономической ситуацией в стране и протестами общественности. Энергоблоки в эксплуатацию не вводились.

## История проектирования
Изучение вопроса об возможности использования ядерных реакторов в качестве источника тепла для жилых и промышленных объектов было начато в СССР конце 1970-х годов. В 1976 году головным институтом по проектированию атомных источников теплоснабжения стало Горьковское отделение института «Теплоэлектропроект» — ГоТЭП (в настоящее время АО "Нижегородская инжиниринговая компания «Атомэнергопроект» (АО «НИАЭП»)). В ГоТЭП, совместно с институтом «ВНИПИэнергопром», всесторонне изучив вопрос, составили «Сводный технико-эксплуатационный доклад по вопросам использования атомной энергии для целей теплоснабжения до 1990 г.». В докладе была обоснована экономическая целесообразность внедрения ядерных энергоисточников в сектор теплоснабжения за счет обеспечения значительной экономии газа и мазута; улучшения экологической обстановки в городах; решения проблем транспортировки углеводородного топлива, а также проработаны многочисленные варианты профилей атомных ТЭЦ и станций теплоснабжения (АСТ), и рекомендованы оптимальные решения по составу и компоновке оборудования.
Так в докладе было предложено для энергодефицитных систем с большим теплопотреблением (более 2000 Гкал/ч) использовать атомные теплоэлектроцентрали (АТЭЦ) с реакторами ВВЭР-1000, а для систем средним теплопотреблением (1000—2000 Гкал/ч), не испытывающих потребности в дополнительных электрических мощностях, — атомные станции теплоснабжения (АСТ) тепловой мощностью около 500 МВт. По данным доклада целесообразным считалось строительство АСТ в 30-35 промышленно-жилых комплексах страны, 27 из которых предлагалось построить в Европейской части.
Вопрос о строительстве АСТ был рассмотрен в ЦК КПСС и Правительстве СССР, после чего было принято решение о начале проектирования. Перед Минсредмашем и Минэнерго была поставлена задача спроектировать АСТ с гарантированной безопасностью для размещения её вблизи крупных городов. Главным конструктором реакторной установки было назначено ОКБМ (в настоящее время ОАО «ОКБМ Африкантов»), разработчиком технико-экономического обоснования головных станций в Горьком и Воронеже был назначен ГоТЭП. Научное руководство обеспечивалось Курчатовским институтом. По указанию Правительства проектирование АСТ лично курировал Президент Академии наук СССР Анатолий Александров.
Институтом ГоТЭП были выполнены технико-экономические обоснования и проект строительства АСТ в Воронеже, Брянске, Архангельске, Хабаровске, а также проекты на строительство атомных ТЭЦ в Одессе и Минске. В 1978 года был создан технический проект реакторной установки АСТ-500, а в марте 1979 года вышло постановление Совета министров СССР о сооружении двух головных станций теплоснабжения в Горьком и Воронеже. Генеральным проектировщиком Горьковской АСТ был назначен институт ВНИПИЭТ, подчинявшийся Минсредмашу, а Воронежской АСТ — ГоТЭП, входивший в структуру Минэнерго. Головным предприятием для производства корпусов реакторов был выбран завод «Атоммаш». Изготовление теплообменников для первого-второго контуров реакторной установки производилось на таллинском заводе «Двигатель», страховочные корпуса и вспомогательное оборудование изготавливались на ПО «Волгоцеммаш» в городе Тольятти. Сооружение головных АСТ было начато в 1982 и 1983 гг. в Горьком и Воронеже, соответственно.

## Реакторная установка АСТ-500

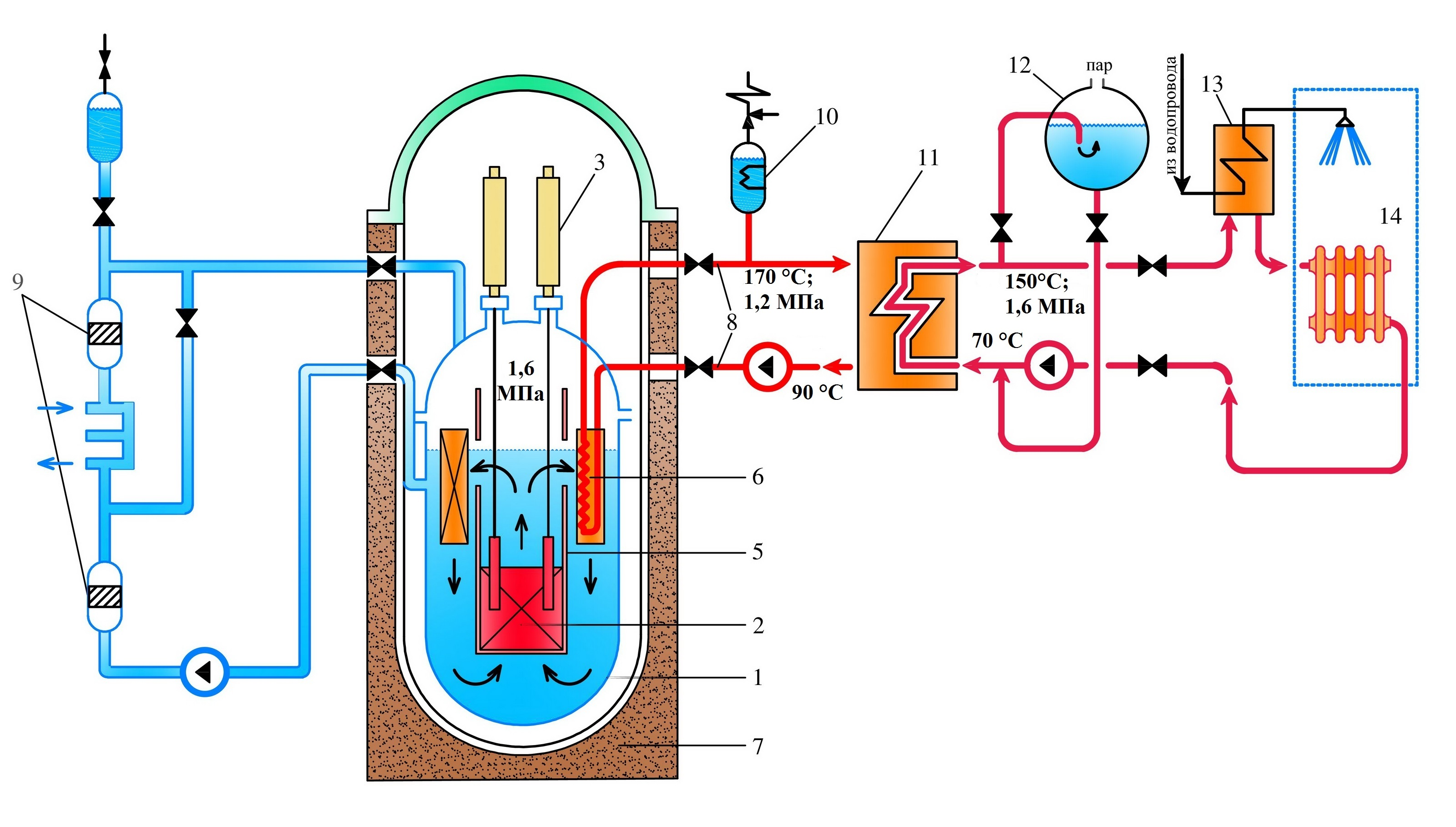
Принципиальная схема реакторной установки АСТ-500:
1 — корпус реактора
2 — активная зона
3 — приводы системы управления
5 — страховочный корпус
6 — теплообменники второго контура
7 — железобетонная шахта
8 — трубопроводы второго контура
9 — вспомогательные системы первого контура
10 — компенсатор объёма теплоносителя второго контура
11 — сетевой теплообменник
12 — система аварийного расхолаживания РУ
13 — тепловой пункт
14 — потребитель тепла

РУ АСТ-500 — реакторная установка на основе интегрального водо-водяного реактора с естественной циркуляцией теплоносителя первого контура, страховочным корпусом и пассивными системами безопасности. Главный конструктор реакторной установки — ОКБМ, научный руководитель проекта — ИАЭ АН СССР имени И. В. Курчатова.
Реактор АСТ-500 выполнен по интегральной схеме: активная зона, теплообменники первого и второго контура и компенсатор давления размещаются в корпусе реактора. Это решение позволило исключить трубопроводы большого диаметра, опасные с точки зрения разрыва. Так как реактор рассчитан не на выработку электроэнергии, то есть пара с жёсткими термодинамическими параметрами, а только лишь горячей воды, то это позволило снизить энергонапряжённость активной зоны и ТВЭЛов, и как следствие — использовать естественную циркуляцию теплоносителя, поскольку исчезла необходимость в мощных циркуляционных насосах. Также это упростило конструкцию реактора и повысило его надёжность и безопасность.
Ядерная энергетическая установка АСТ-500 имеет три контура: первый — реакторный, второй — промежуточный, третий — сетевой. Давление в первом контуре 1,6 МПа, во втором — 1,2 МПа, в третьем — 1,6 МПа. Давление в сетевом контуре всегда выше, чем во втором, что позволяет исключить попадание воды второго контура в сетевой контур при негерметичности сетевых теплообменников.
В реакторе циркулирует вода, являющаяся теплоносителем первого контура. Применение естественной циркуляции теплоносителя в корпусе реактора исключает сложные и опасные для активной зоны динамические режимы, характерные для всех реакторов с принудительной циркуляцией теплоносителя.
Перезагрузка топлива в реакторе происходит 1 раз в 2 года.
Компактность интегрального реактора позволила применить второй герметичный страховочный корпус (гермооболочку), рассчитанный на давление, устанавливающееся при разгерметизации корпуса реактора.

## Характеристика реакторной установки АСТ-500
| Характеристика                      | АСТ-500 |
| ----------------------------------- | ------- |
| Тепловая мощность реактора, МВт     | 500     |
| Давление в первом контуре, МПа      | 1,6     |
| Давление в втором контуре, МПа      | 1,2     |
| Температура воды, °C:               |         |
| первого контура                     | 200     |
| второго контура                     | 170     |
| Масса корпуса реактора, т           | 220     |
| Высота корпуса реактора, м          | 16,5    |
| Диаметр активной зоны, м            | 2,9     |
| Высота активной зоны, м             | 3       |
| Диаметр ТВЭЛа, мм                   | 13,6    |
| Число ТВЭЛов в кассете              | 150     |
| Загрузка урана, т                   | 50      |
| Среднее обогащение урана, %         | 1,8     |
| Энергонапряженность, МВт/м³         | 30      |
| Максимальный тепловой поток, Вт/см² | 50      |
| Расход теплоносителя, кг/c          | 2080    |

## Атомные станции теплоснабжения с реакторами АСТ-500

### Горьковская АСТ
Строительство Горьковской АСТ (ГАСТ) началось в 1982 году. Для размещения станции была выбрана площадка близ деревни Федяково Кстовского района в 4 километрах к востоку от города Горький (Нижний Новгород). Строящаяся станция должна была включать два энергоблока с реакторной установкой АСТ-500 тепловой мощностью 500 МВт каждый. Каждый энергоблок должен был обеспечить отпуск тепла потребители в количестве 430 Гкал/ч в виде горячей воды с давлением до 1,6 МПа и температурой до 150 °C. Планировалось, что ГАСТ будет снабжать теплом и горячей водой Нагорную часть города Горький. При вводе в действие ГАСТ предполагалось закрыть около 300 низкоэффективных котельных различной мощности в Нагорной части города.
Строительство ГАСТ совпало с Чернобыльской аварией, что во многом повлияло на дальнейшую судьбу станции. В конце 1980-х в Горьком началось движение общественности за прекращение строительства ГАСТ. Также на ход строительства влияли негативные экономические факторы, которые начали складываться в стране. В августе 1990 года Нижегородский областной Совет народных депутатов, выступив против продолжения строительства станции, принял решение «О прекращении строительства ГАСТ». Результатом этого решения стало распоряжение Совета Министров РСФСР от 29.11.1990 г. «О прекращении строительства Горьковской АСТ» и приказ Минатомэнергопрома СССР от 29.11.1991 г. «О ликвидации дирекции ГАСТ». Приказ предусматривал передачу ГАСТ на баланс г. Нижнего Новгорода. На момент остановки строительства готовность станции к пуску составляла 85-90 %

### Воронежская АСТ
Строительство Воронежской АСТ (ВАСТ) было начато в 1983 году. Строительная площадка станции была расположена на южной окраине г. Воронежа на правом берегу Воронежского водохранилища в 6,5 км от Воронежа. Станция строилась по проекту ГоТЭП и включала два энергоблока с реакторными установками АСТ-500 тепловой мощностью 500 МВт. Отличительной особенностью станции от Горьковской АСТ было наличием защитной гермооболочки (контейнмента). При работе двух энергоблоков ВАСТ должна была обеспечивать до 29 % годовой потребности г. Воронежа в тепловой энергии на нужды отопления и горячего водоснабжения города.
Строительство ВАСТ было остановлено в 1990 году по инициативе местных властей с учётом результатов городского референдума по вопросу теплоснабжения г. Воронежа. К моменту остановки строительства было выполнено более 50 % проектного объёма строительно-монтажных работ по сооружению ВАСТ.
С 1992 года и по настоящее время в соответствии с постановлением Правительства РФ станция находится в режиме консервации.